# Auki
Auki é uma cidade das Ilhas Salomão, a capital provincial da ilha de Malaita, na costa noroeste da ilha. Há voos diários e trajetos de barco que ligam a cidade com a capital do país, Honiara.